# NGC 1325
NGC 1325 ist eine Spiralgalaxie vom Hubble-Typ SAbc im Sternbild Eridanus am Südsternhimmel. Sie ist schätzungsweise 68 Millionen Lichtjahre von der Milchstraße entfernt, hat einen Durchmesser von etwa 95.000 Lichtjahren und ist Mitglied des Eridanus-Galaxienhaufens. Im selben Himmelsareal befinden sich u. a. die Galaxien NGC 1315, NGC 1319, NGC 1332, IC 324.
Die Supernova SN 1975S wurde hier beobachtet.
Das Objekt wurde von dem deutsch-britischen Astronomen William Herschel am 19. Dezember 1798 mit seinem 47,5-cm-Spiegelteleskop entdeckt.